# Buc, Yvelines
Buc là một xã thuộc tỉnh Yvelines, trong vùng Île-de-France.
Các xã giáp ranh: Versailles về phía bắc, Jouy-en-Josas về phía đông bắc, Les Loges-en-Josas về phía đông nam, Toussus-le-Noble về phía nam, Châteaufort về phía cực tây nam và Guyancourt về phía tây.

## Thông tin nhân khẩu
| 1793 | 1800 | 1806 | 1821 | 1831 | 1836 | 1841 | 1846 | 1851 |
| ---- | ---- | ---- | ---- | ---- | ---- | ---- | ---- | ---- |
| 618  | 644  | 524  | 577  | 610  | 625  | 567  | 576  | 526  |

| 1856 | 1861 | 1866 | 1872 | 1876 | 1881 | 1886 | 1891 | 1896 |
| ---- | ---- | ---- | ---- | ---- | ---- | ---- | ---- | ---- |
| 548  | 297  | 532  | 543  | 709  | 685  | 764  | 730  | 737  |

| 1901 | 1906 | 1911 | 1921  | 1926  | 1931  | 1936  | 1946  | 1954  |
| ---- | ---- | ---- | ----- | ----- | ----- | ----- | ----- | ----- |
| 744  | 703  | 867  | 1 002 | 1 157 | 1 420 | 1 293 | 1 098 | 1 483 |

| 1962                                         | 1968  | 1975  | 1982  | 1990  | 1999  | - | - | - |
| -------------------------------------------- | ----- | ----- | ----- | ----- | ----- | - | - | - |
| 1 965                                        | 2 655 | 3 908 | 4 820 | 5 434 | 5 764 | - | - | - |
| Số liệu kể từ 1962 : dân số không tính trùng |       |       |       |       |       |   |   |   |